# چراغ‌آباد (بخش مرکزی کرمانشاه)
چراغ‌آباد یک منطقهٔ مسکونی در ایران است که در دهستان میان‌دربند واقع شده‌است. چراغ‌آباد ۶۱ نفر جمعیت دارد.